# Карл Геннінг фон Барзевіш
Пауль Теофіл Карл Геннінг фон Барзевіш (нім. Paul Theophil Karl Henning von Barsewisch; 2 жовтня 1895, Карлсруе — 19 листопада 1981, Ведель) — німецький офіцер, підприємець і банкір, генерал-майор люфтваффе. Кавалер Німецького хреста в золоті.

## Біографія
Представник давнього знатного роду. Син генерал-майора Прусської армії Теофіла фон Барзевіша і його дружини Луїзи, уродженої фон Шкопп. 4 липня 1914 року вступив в 6-й кірасирський полк. Учасник Першої світової війни, з жовтня 1916 по квітень 1918 року — командир кулеметної роти 167-го піхотного полку. 19 червня 1919 року звільнений у відставку. Працював управителем лицарської мизи і директором поселенської компанії.
З 1 жовтня 1935 року — офіцер резерву люфтваффе (з 1 серпня 1938 року — дійсний офіцер). З 24 травня 1940 року — директор формувань 32-ї розвідувальної групи. З 9 серпня 1940 року — командир 123-ї розвідувальної групи. З 21 серпня 1940 року —  начальник оперативного відділу штабу командувача авіації 18-ї, з 10 жовтня 1940 року — 4-ї армії. Учасник Французької кампанії. В жовтні 1940 року виконував обов'язки командувача авіації 4-ї армії. З 26 липня 1941 року — командувач авіацією 2-ї танкової групи (потім армії). Учасник Німецько-радянської війни. З 5 червня 1942 року — начальник оперативного відділу штабу, з 1 серпня 1942 року — начальник штабу генерала розвідувальної авіації. 28 листопада 1942 року призначений генералом (інспектором) розвідувальної авіації та генералом ВПС при ОКГ. Займався питаннями забезпечення сухопутних військ розвідувальною інформацією та координацією дій сухопутних військ і ВПС. 8 травня 1945 року взятий в полон союзниками. 7 липня 1947 року звільнений.
Після звільнення працював торговцем, потім став власником банку Lücke & Lemmermann в Ганновері. Окрім цього, Барзевіш був президентом гамбурзького земельного відділу Німецького аероклубу.

## Сім'я
11 лютого 1921 року одружився з Елізабет Ганс Едле Геррін цу Путліц. 18 квітня 1935 року в пари народився син, майбутній офтальмолог, генеалог і колекціонер Бернгард фон Барзевіш.

## Нагороди
Отримав численні нагороди, серед яких:
- Залізний хрест 2-го і 1-го класу
- Почесний хрест ветерана війни з мечами
- Медаль «За вислугу років у Вермахті» 4-го класу (4 роки)
- Нагрудний знак пілота
- Застібка до Залізного хреста 2-го і 1-го класу
- Авіаційна планка розвідника
- Німецький хрест в золоті (10 січня 1944)